# Yvonne de Vreede
Yvonne de Vreede (19 september 1978) is een voormalige Nederlandse hink-stap-springster. Naast een goed hink-stap-springster, was ze ook een sterk sprintster.

## Biografie

### Jeugd- en seniorenrecord in één klap
De Vreede, die lid was van het Delftse AV '40, sprong zich in 1997 voor de eerste maal in de kijker toen zij in het voorprogramma van de APM Games in Hengelo als juniore het hink-stap-springen won met 12,90 m, wat niet alleen een verbetering was van haar eerder dat seizoen in Kerkrade gesprongen nationale jeugdrecord van 12,41, maar ook een nieuw nationaal seniorenrecord betekende. Die prestatie verbaasde haarzelf nog het meest: "Wanneer je eenmaal door die twaalf meter heen bent ga je in centimeters denken, niet in meters. Ik vind het een beetje gek dat ik nu als juniore ook de beste dame ben." Bovendien had zij zich met deze prestatie in één klap gekwalificeerd voor de in juli te houden Europese jeugdkampioenschappen in Ljubljana. Wellicht was het de spanning van een groot internationaal toernooi, die haar in de Joegoslavische stad parten speelde, want daar wist ze zich niet voor de finale te kwalificeren, terwijl een sprong van 12,50 hiervoor voldoende zou zijn geweest.

### 1998 beste seizoen
Het beste seizoen van haar atletiekcarrière beleefde Yvonne de Vreede in 1998. Zij werd toen Nederlands kampioene hink-stap-springen en verbeterde niet alleen haar eigen Nederlandse outdoorrecord verder tot 12,97, maar stelde ook het nationale indoorrecord van Annemarie Hendriks van 12,73 bij tot 12,78. Die was daar niet blij mee en pakte dit enkele dagen later op, 15 februari 1998, met 12,87 alweer terug. Haar outdoorrecord hield echter langer stand en werd pas elf jaar later, op 6 juni 2009, door Brenda Baar verbeterd.
Yvonne de Vreede kwam, behalve voor AV '40, ook uit voor de atletiekverenigingen Haag Atletiek en KAV Holland.

## Nederlandse kampioenschappen
| Onderdeel          | Jaar |
| ------------------ | ---- |
| hink-stap-springen | 1998 |

## Persoonlijke records
| Onderdeel                    | Prestatie       | Datum           | Plaats    |
| ---------------------------- | --------------- | --------------- | --------- |
| verspringen                  | 5,67 m          | 21 juni 1998    | Tilburg   |
| hink-stap-springen (outdoor) | 12,97 m (ex-NR) | 12 juli 1998    | Groningen |
| hink-stap-springen (indoor)  | 12,78 m (ex-NR) | 8 februari 1998 | Den Haag  |

## Palmares

### hink-stap-springen
- 1996: 8e NK indoor te Den Haag - 11,52 m
- 1996: 5e NK - 11,63 m
- 1996: 4e Interland Ned. Zuid-Engeland U23 te Zoetermeer - 11,30 m
- 1997: 4e NK indoor te Den Haag - 12,08 m
- 1997:  Kerkrade Classics - 12,41 m (Ned. jeugdrec.)
- 1997:  APM Games, nat. programma - 12,90 m (NR)
- 1997:  NK - 12,56 m
- 1997: 24e in kwal. EJK te Ljubljana - 12,28 m
- 1998:  NK indoor - 12,59 m
- 1998:  NK - 12,97 m (NR)
- 1999:  NK - 12,50 m
- 2000:  NK indoor - 12,23 m